# Centrala Moskvas Travbana
Centrala Moskvas Travbana (ryska: Центральный Московский ипподром, Tsentralnyj Moskovskij Ippodrom) är en travbana i Moskva i Ryssland, och en av Rysslands största arenor för hästsport.

## Om banan
Anläggningen används både till travsport och galoppsport, och öppnades redan 1834. Anläggningen är även ett center för forskning och hästuppfödning.
Centrala Moskvas Travbana ligger nordväst om Moskvas centrum i Begovaja, inte långt från tunnelbanestationen Begovaja. Banan arrangerar lopp varje helg, samt på onsdagskvällar. Banan användes ursprungligen till travlopp, men efter att järnvägen västerut utvidgats 1930, fick den gamla galoppbanan rivas. Både galopplöp och travlopp kördes därefter på banan.
1918, under det ryska inbördeskriget hölls militära träningskurser på anläggningen och arbetarmöten hölls på tribunen. Bland annat Vladimir Lenin höll ett tal under ett möte, och för att hedra denna händelse har ett minnesmärke uppförts utanför ingången till banan.
Återupptagandet av regelbunden hästprovning började på 1920-talet. Testkörningar och tävlingar vid Moskva Hippodrome genomfördes redan i början av 1921 och tjänade som ett resultat av det faktum att Huvuddirektoratet för hästavel och hästavel (GU KON) beslutade att organisera planerade hästtester från höstsäsongen 1921. I september 1921 återupptogs travlopp i Moskva.
Sommaren 1950 förstördes huvudläktaren i en brand, och byggdes om under perioden 1951-55 i Stalinistisk arkitektur enligt ritningar av arkitekten Ivan Zjoltovsky.